# Micromorphus mesasiaticus
Micromorphus mesasiaticus är en tvåvingeart som beskrevs av Negrobov 2000. Micromorphus mesasiaticus ingår i släktet Micromorphus och familjen styltflugor. Arten har ej påträffats i Sverige. Inga underarter finns listade i Catalogue of Life.